# William McLean Hamilton
Pour les articles homonymes, voir Hamilton et William Hamilton.
William McLean Hamilton (23 février 1919-7 juin 1989) est un dirigeant d'entreprise et homme politique fédéral du Québec.

## Biographie
Né à Montréal, il étudie à Montréal et à l'Université Sir George Williams, aujourd'hui l'Université Concordia, où il obtient un Baccalauréat en sciences. Il entama une carrière politique en devenant conseiller municipal de Montréal de 1950 à 1957.
Élu député du Parti progressiste-conservateur du Canada dans la circonscription de Notre-Dame-de-Grâce en 1953, il fut réélu en 1957 et en 1958. Il est défait en 1962 par le libéral Edmund Tobin Asselin.
Après les élections de 1957, il devint ministre des Postes dans le gouvernement de John Diefenbaker. Sous son mandat de ministre, plusieurs bureaux de postes non rentables et minimes furent fermés.
Malgré son conservatisme et son anti-communisme, il est un partisan du Parti libéral du Québec plutôt que de l'Union nationale. La politique de l'UN déplaisait à Hamilton qui désapprouvait la corruption du Parti et le catholicisme strict qu'il appliquait dans les affaires politiques québécoises.
Après sa défaite en 1962, il quitta Montréal pour se rendre à Vancouver où il ouvrit une entreprise. En 1978, il devient Officier de l'Ordre du Canada.